# 崛起：罗马之子
《崛起：罗马之子》是一款由德国Crytek工作室开发，Microsoft Studios发行在Xbox One平台的动作冒险游戏。此游戏原來只在Xbox 360推出，后改为只在Xbox One推出；2014年8月，开发商Crytek宣布本作将登陆Windows平台。
遊戲以羅馬帝國尼祿皇帝在位時爲背景，玩家要用主角完成每一关，並有十個关卡，拯救當時混亂的羅馬。

## 游戏元素
罗马之子是一款以第三人称视动作冒险砍杀游戏。玩家控制罗马将军马略·提图斯，为自己被谋杀的家庭报仇。在整个游戏中，玩家可以使用武器来攻击敌人或保卫自己。例如，玩家配备了可以用来打击和杀死敌人的剑，以及可以用来格挡敌人攻击并破坏其防御的盾牌。每次攻击的强度可由玩家决定。除了基于近战的战斗之外，该游戏还配备了长矛和标枪作为远程武器。
战斗奖励能够建立更多连击的玩家。马略可以阻止攻击，以反击。玩家的任务是与其他不可玩角色合作或指挥，以击败大量敌人。当玩家对敌人造成足够的伤害时，他们可以激活处决。一旦处决开始，敌人就会通过游戏自动用颜色突出显示，并且玩家可以通过按下适当的按钮来出发一套快速反应事件。在执行处决之前的任何时候，玩家都可以从四类处决中选择一种；处决后可以得到资源。完成成功的处决后，根据玩家所选的处决类型玩家可以享受四种奖励。执行处决后的一小段时间内会增加玩家的伤害；重新填充玩家的“专注”栏；让玩家恢复失去的生命值，还可以显著提高从击杀中获得的经验值。

## 剧情
故事以拦腰法开篇，罗马将军马略·提图斯（Marius Titus）正率军抵御蛮族对罗马帝國的入侵，随后他一路护送罗马皇帝尼禄进入密室，并应后者要求开始讲述自己的生平事迹。
马略本是服役于第二军团的士兵，即将部署至亚历山大港，临行前回到罗马的家族别墅与亲人告别，却突遭蛮族袭击，他的父母和妹妹皆不幸身亡。曾与其父共事的维塔莱恩（Vitallion）指挥官眼见此景，决定将马略调到自己麾下的十四军团，并许诺为他的家人报仇。维塔莱恩率领十四军团前往不列颠尼亚行省平叛，舰队却因铁链封锁了海面无法靠岸，随即遭到投石机攻击。大难不死的马略很快带领幸存士兵反击，成功摧毁固定铁链的塔楼，拯救了后续部队。维塔莱恩对此赞赏有加，遂将马略提拔为百夫长。十四军团向着约克进发，途中多次与布立吞叛军交手。依照维塔莱恩的计划，马略领兵奇袭了叛军在约克的大本营，俘获布立吞国王奥斯瓦尔德（Oswald）及其女儿布狄卡。
十四军团将奥斯瓦尔德和布狄卡带到皇帝之子巴斯琉（Basilius）面前，后者则逼迫奥斯瓦尔德透露其兄康莫德斯（Commodus）被俘后的去向。奥斯瓦尔德表示康莫德斯已被交易给哈德良长城外的喀里多尼亚蛮族，巴斯琉于是命令十四军团北上救回康莫德斯。马略和维塔莱恩带领的侦察小队路遇蛮族伏击，维塔莱恩被俘，马略坠崖但幸存。眼见蛮族即将点燃柳条人烧死维塔莱恩，潜入敌营的马略在击杀其首领格洛特（Glott）后救出维塔莱恩和康莫德斯。回到约克的康莫德斯本应与布立吞签署和平条约，不料其当场杀死奥斯瓦尔德，引发全城骚乱。望着康莫德斯手中匕首的图案，马略意识到正是尼禄策划杀害了他的家人。趁乱逃脱的布狄卡随即调兵围攻约克，康莫德斯命令十四军团殿后，自己则乘船离开。为撤离城中居民，马略自愿留守以争取时间，终因寡不敌众战死沙场。幸得仲夏（Summer）女神出手相救，复活的马略化身传奇罗马将军“达摩克利斯”（Damocles），决心向尼禄父子复仇。
回到罗马的马略装扮成“达摩克利斯”传说中的形象，在巴斯琉举办的私人角斗士比赛中脱颖而出，成功赢得其赞助，又于二人独处时杀死了他。与此同时，被巴斯琉囚禁的先知在马略释放她后预言尼禄不会亡于马略之手，皇帝只能被他自己的剑杀死。此后，马略前往斗兽场与康莫德斯对峙，经过一系列不公平的战斗仍然取得了胜利。马略向看台上的尼禄发出死亡威胁，随即逃离斗兽场，并再次遇到维塔莱恩。据后者所说，复仇心切的布狄卡已集结蛮族大军兵临罗马城下。维塔莱恩承诺帮助马略结束尼禄的暴政，却先行战死于布狄卡之手。马略于是接任指挥官，与布狄卡单挑并打倒了她。
時間線回到与尼祿獨處的密室，皇帝得知真相后慌忙逃跑，又呼叫禁衛軍赶来支援。正当追逐时，严冬（winter）神突然现身阻挡马略，表示自己一直暗中支持尼禄，意在灭亡罗马。恍惚间马略被尼祿刺伤，仲夏女神再次出面干预，重伤的馬略才得以杀出重围，最终抱起尼祿从高处跳下，讓尼祿雕像的劍刺死尼祿，馬略也被銘記為羅馬重建後的英雄。

## 开发
最初，微软在E3 2011的新闻发布会上宣布了只在Xbox 360推出的游戏《Ryse》。2012年6月，Microsoft Studios副总裁菲尔·斯宾塞表示此游戏仍在开发。
2013年5月，《Ryse》证实将只會在新主机Xbox One推出。